# Ebene (GIS)
Eine Ebene (Layer) ist in einem Geografischen Informationssystem eine Möglichkeit, gleiche oder zusammengehörende raumbezogene Objekte zusammenzufassen. Objekte, die sich „auf einer Ebene“ befinden, können gemeinsam angefasst werden, um sie zum Beispiel in der Anzeige ein- oder auszublenden oder um ihnen eine bestimmte Farbe zuzuordnen oder um sie vor weiteren Bearbeitungen zu sperren.
Historisch leitet sich das Ebenenprinzip von der Arbeitsweise bei der analogen Kartenherstellung ab. Dort werden für die verschiedenen Inhalte der Karten Folien verwendet (z. B. für Wegenetz, Gewässer, Bewuchs, Höhenlinien, Schummerung), die in beliebigen Kombinationen übereinandergelegt werden konnten. Die zuoberst liegende Folie ist jene, auf der die nächsten Arbeitsschritte durchgeführt werden. Im Ebenenmodell bezeichnet man diese Ebene als „aktuelle Ebene“.
Das Ebenenprinzip kennt keinen hierarchischen Aufbau, alle Ebenen sind gleichberechtigt. Auch ist es recht unflexibel, weil ein Objekt nur genau zu einer Ebene gehören kann.
Den Gegensatz zum Ebenenmodell bildet das Objektklassenprinzip